# 弗罗刚兄弟
《弗罗刚兄弟》是一款由Visual Concepts制作、世嘉发行的动作冒险游戏。游戏于2001年7月在Dreamcast发行。
在游戏中，玩家控制Hoigle。
游戏存在DLC。但由于Dreamcast过早结束支持。一部分DLC没有发行。